# Tuffi ai I Giochi europei - Trampolino 3 metri sincro maschile
Il concorso dei tuffi dal trampolino 3 metri sincro maschile dei Giochi europei di Baku 2015 si è disputato il 19 giugno 2015 alle 20:25 ora locale (UTM +4) al Bakú Aquatics Center.

## Risultati
| Posizione | Tuffatori                            | Nazione       | Punti  |
| --------- | ------------------------------------ | ------------- | ------ |
| Oro       | Il'ja Molčanov Nikita Nikolaev       | Russia        | 324.69 |
| Argento   | James Heatly Ross Haslam             | Gran Bretagna | 286.05 |
| Bronzo    | Frithjof Seidel Nico Herzog          | Germania      | 284.22 |
| 4         | Hrvoje Brezovac Juraj Melsa          | Serbia        | 263.10 |
| 5         | Fabian Stepinski Jan Wermelinger     | Svizzera      | 262.92 |
| 6         | Dimitar Isaev Bogomil Koynashki      | Bulgaria      | 260.91 |
| 7         | Nikita Kryvopyshyn Vitali Levchenko  | Ucraina       | 255.78 |
| 8         | Francesco Porco Andrea Cocoli        | Italia        | 255.39 |
| 9         | Andreas Larsen Martin Christensen    | Danimarca     | 245.10 |
| 10        | Dimitrios Molvalis Nikolaos Molvalis | Grecia        | 237.75 |
| 11        | Alexander Hart Moritz Pail           | Austria       | 230.61 |